# Immergentia angulata
Immergentia angulata är en mossdjursart som beskrevs av Jacqueline A. Soule 1969. Immergentia angulata ingår i släktet Immergentia och familjen Immergentiidae. Inga underarter finns listade i Catalogue of Life.